# Протитанковий дивізіон

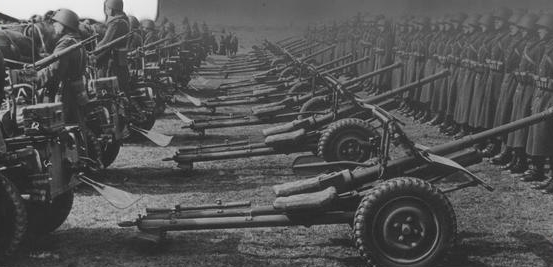
Протитанковий підрозділ Війська Польського на огляді з 37-мм протитанковими гарматами Wzór 36. 1939

Протитанковий дивізіо́н (фр. division — ділення, відділення) — вогневий і тактичний підрозділ, дивізіон протитанкової артилерії армій багатьох країн світу. Як правило, входить до складу артилерійської бригади, дивізії або може бути окремим у складі формування роду Сухопутних військ, і перебуває у підпорядкуванні командира та призначений для посилення протитанкової оборони частини на найважливіших напрямках у ході ведення бойових дій. У наступі має завдання відбивати контратаки (контрудари) танків противника, прикривати фланги ударних угруповань, забезпечувати введення в бій другого ешелону, сприяти закріпленню на захоплених рубежах; в обороні — знищувати танки противника, що прорвалися в глибину оборони своїх військ, посилювати протитанкову оборону частин (з'єднань, об'єднань) першого ешелону на головному напрямку, прикривати стики, фланги та рубежі розгортання військ для проведення контратаки (контрудару).
Зазвичай протитанковий дивізіон складався з 2-4 батарей протитанкових гармат або батарей ПТРК або підрозділів ПТР. За станом на початок XXI століття сучасні протитанкові дивізіони мають у своєму складі 1 батарею протитанкових гармат та 1 батарею ПТРК.